# Rima Ažubalytė
Rima Ažubalytė (* 27. Januar 1974 in der Litauischen SSR) ist eine litauische Juristin, Richterin  am Obersten Gericht Litauens, Rechtswissenschaftlerin, seit 2011 Professorin für Strafverfahrensrecht, ehemalige Dekanin der Rechtsfakultät der Mykolas-Romer-Universität in der litauischen Hauptstadt Vilnius.

## Leben
Rima Ažubalytė absolvierte 1994 das Bachelorstudium an der Lietuvos policijos akademija und 1996 das Masterstudium an der Lietuvos teisės universitetas sowie am 14. Juni 2002 promovierte zum Thema Diskrecinis baudžiamasis persekiojimas: teoriniai pagrindai, taikymo problemos ir perspektyvos Lietuvoje an der Lietuvos teisės universitetas und wurde Doktor der Sozialwissenschaften. Ab 1996 lehrte sie am Lehrstuhl für Strafverfahrensrecht. Von 2005 bis 2010 war sie die Leiterin des Lehrstuhls und leitete von 2010 bis 2014 die Rechtsfakultät der MRU.
Seit Dezember 2014 ist sie Richterin der Abteilung für Strafsachen des Litauischen Obersten Gerichts
Rima Ažubalytė ist ledig.